# Justicia salviiflora
Justicia salviiflora är en akantusväxtart som beskrevs av Carl Sigismund Kunth. Justicia salviiflora ingår i släktet Justicia och familjen akantusväxter. Inga underarter finns listade i Catalogue of Life.